# Saint-Vigor-d’Ymonville
Saint-Vigor-d’Ymonville ist eine französische Gemeinde mit 1.165 Einwohnern (Stand: 1. Januar 2022) im Département Seine-Maritime in der Region Normandie. Sie gehört zum Arrondissement Le Havre und zum Kanton Saint-Romain-de-Colbosc. Die Einwohner werden Saint-Vigorais und Saint-Vigoraises genannt.
Die Gemeinde erhielt 2022 die Auszeichnung „Eine Blume“, die vom Conseil national des villes et villages fleuris (CNVVF) im Rahmen des jährlichen Wettbewerbs der blumengeschmückten Städte und Dörfer verliehen wird.

## Geographie
Saint-Vigor-d’Ymonville liegt in der Région naturelle Pays de Caux am Ästuar der Seine, etwa 18 Kilometer östlich von Le Havre an der Grenze zum benachbarten Département Eure. Umgeben wird Saint-Vigor-d’Ymonville von den Nachbargemeinden Saint-Vincent-Cramesnil im Norden, La Cerlangue im Osten, Saint-Samson-de-la-Roque (Eure) im Südosten, Berville-sur-Mer (Eure) im Süden sowie Sandouville im Westen.

## Geschichte
In alten Zeiten konnte sich Saint Vigor d’Ymonville eines Fischereihafens namens „Porquieval“ oder „Port Nerval“ rühmen. Dieser kleine Hafen in einer Mäanderschleife der Seine hatte aufgrund seiner festen und natürlichen Sandbank die Hauptfunktion des „Strandens oder Anlegens“. Die wechselnden und launischen Strömungen, die die Sandbänke bewegten, sowie die Auswirkungen der Gezeiten zwangen die Schiffskonvois dann, eine gewisse Zeit zu warten, bevor sie ihre Reise flussabwärts oder flussaufwärts der Seine fortsetzen konnten.
Die andere Funktion war auf die lokale Fischerei und das Entladen von Gütern ausgerichtet, die in der Nähe verwendet werden, hauptsächlich Stein aus Caen für den Bau. Entlang der Steilküste gab es auch Salinen. Das so geerntete Salz war Eigentum der Mönche und wurde zur Zahlung der Staatssteuer verwendet. Während enorme Mengen an Getreide und anderen Lebensmitteln die Seine hinauf in Richtung der Getreidespeicher von Paris transportiert wurden, war die Begehrlichkeit der lokalen Bevölkerung nach diesen Lebensmitteln besonders Zeiten der Hungersnot groß. Es wurde den Kapitänen der Schiffe, die an den Anlegestellen von Saint Jacques, Quillebeuf und Caudebec warteten, empfohlen, angesichts möglicher Plünderungen größte Wachsamkeit zu wahren. Dieser kleine Hafen war seit 1269 administrativ von den Mönchen abhängig, die im Priorat Saint Jacques du Val Hulin residierten und unter der Schirmherrschaft der Abtei Valmont standen.
Im Jahr 1800 wurden die Kapellen Saint Jacques und Saint Philippe du Val Hulin in Zollposten umgewandelt, um den Getreideschmuggel einzudämmen und die Steuer auf für England bestimmte Waren einzutreiben. Diese Zollstelle war auch für die Fähre zuständig, die zwischen Saint Vigor (Nordufer) nach Fatouville-Grestrain (Südufer) verkehrte und die Überquerung der Seine ermöglichte.

## Bevölkerungsentwicklung
| Jahr                       | 1962 | 1968 | 1975 | 1982 | 1990 | 1999 | 2006 | 2013 | 2020 |
| Einwohner                  | 567  | 571  | 647  | 757  | 835  | 859  | 971  | 1078 | 1141 |
| Quellen: Cassini und INSEE |      |      |      |      |      |      |      |      |      |

## Sehenswürdigkeiten

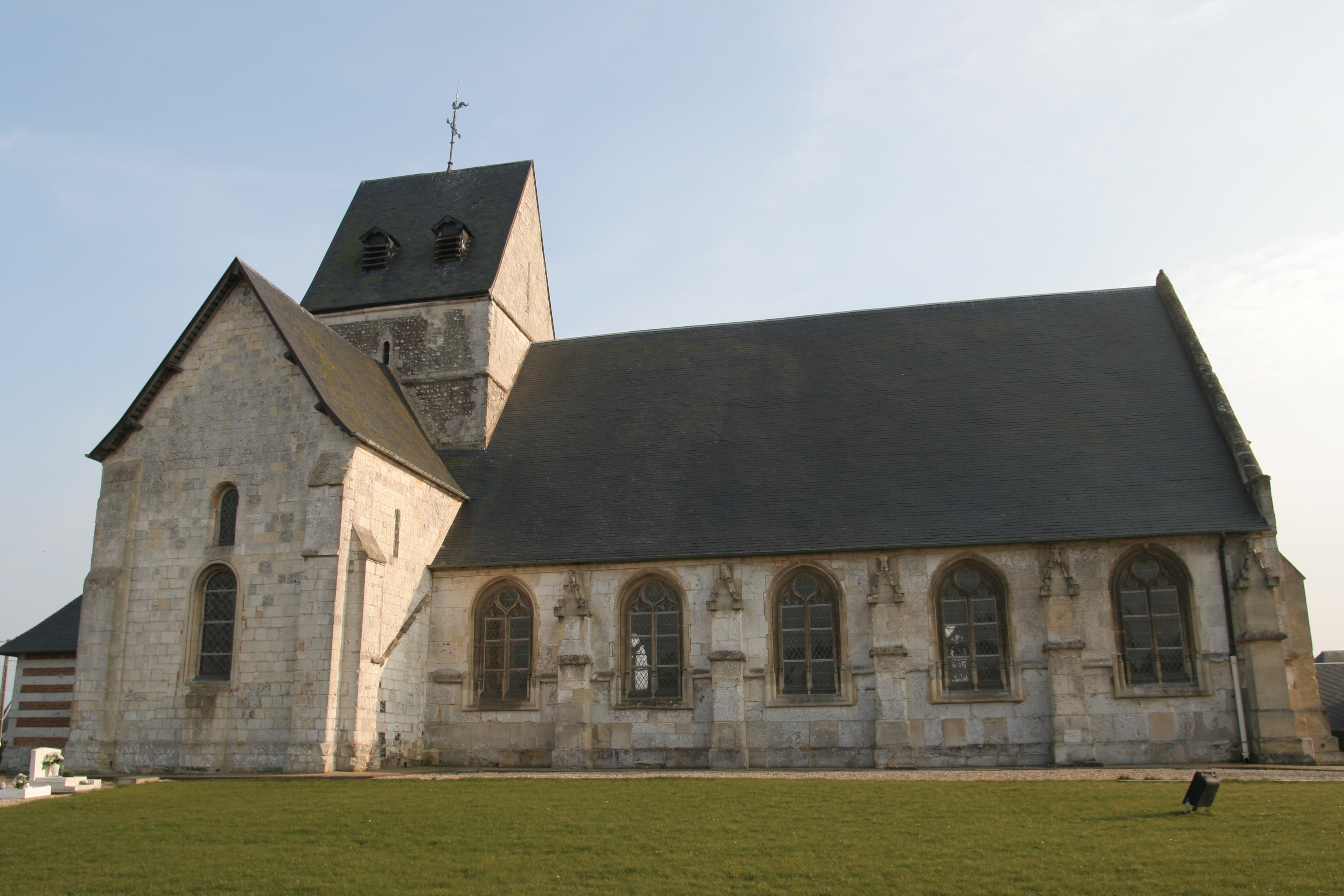
Pfarrkirche Saint-Vigor

- Die Pfarrkirche Saint-Vigor stammt aus der zweiten Hälfte des 11. Jahrhunderts, von der noch einige Überreste erhalten sind: Stützpfeiler und Westportal, Querschiff und Chor. Zwischen dem 15. und 16. Jahrhundert wurde das Langhaus umgebaut und durch Seitenschiffe erweitert. Die Kirche birgt zahlreiche Ausstattungsobjekte, die in der Base Palissy gelistet sind. Sie ist seit 1867 als Monument historique klassifiziert.
- Die Grotten, genannt „Fort des Carrières“, in Le Hode diente während des Hundertjährigen Krieges unter dem Namen Fort des Carrières als Verteidigungsanlage. Nachdem das Langhaus der Pfarrkirche 1441 von den Engländern zerstört worden war, diente die große Höhle bis zum Wiederaufbau des Langhauses Ende des 15. Jahrhunderts als Kirche.